# Бронкхорст, Питер ван
Питер Антонис ван Бронкхорст (нидерл. Pieter Anthonisz van Bronckhorst; 16 мая 1588, Делфт — 21 июня 1661, Делфт) — голландский живописец Золотого века искусства Нидерландов. Мастер жанра архитектурных перспектив: изображений дворцовых и церковных интерьеров. Работал в Делфте. Сотрудничал с другими художниками.

## Биография
Подробностей о жизни Бронкхорста сохранилось мало. Известно, что он родился 16 мая 1588 года в Делфте в семье портного Антониса Питерса (ван Бронкхорста) и Махтелды Дирксдр ван Кулвейк. Его учитель неизвестен, но вполне вероятно, что он учился живописи в Делфте. В юности он посетил Францию, чтобы изучать «архитектурную живопись», то есть изображение архитектурных перспектив. Вернулся в родной город в 1609 году. В 1613 году он был одним из соучредителей делфтской Гильдии Святого Луки и её деканом в 1655—1656 годах.
5 октября 1614 года Питер женился в Делфте на Якобмине (Якомейнтье) Николасдр де Греббер (умерла в 1666), дочери ювелира Николаса Адриенса де Греббера (1558—1613). Около 1652 года Антони Паламедес написал их портреты. У супругов было трое детей: Махтелейн Питерс (умер в 1682), Клас Питерс (1617—1656) и Мария (1631—1708). Клас Питерс также стал художником.
Питер ван Бронкхорст скончался в Делфте 21 июня 1661 года в возрасте семидесяти трёх лет и был похоронен в Новой церкви в Делфте.
Его учеником, возможно, был Дирк ван Делен.

## Творчество
Питер ван Бронкхорст известен архитектурными ведутами. Для подписи своих картин он использовал монограмму PVB. Он также расписывал интерьеры церквей и частных домов композициями на исторические и библейские сюжеты. Примерами могут служить две большие картины, которые он написал для Зала Ратуши Делфта: «Христос, изгоняющий торговцев из храма» и «Суд Соломона» (ныне в музее Хет Принсенхоф в Делфте).
В архитектурных перспективах Бронкхорста чувствуется влияние ведущего художника-перспективиста Ганса Вредемана де Вриса и его сына Пауля Вредемана де Вриса, фламандского живописца Хендрика Артса и, безусловно, родоначальников этого жанра живописи Хендрика ван Стейнвейка Старшего и Петера Неффса Старшего.
Бронкхорст по обычаю голландских художников сотрудничал с другими живописцами, чаще он писал фигуры в картинах других пейзажистов, таких как Питер Сталь. Возможно, Бронкхорст также работал в жанре натюрморта. «Натюрморт с рыбами», представленный публике в 2001 году, подписан Питером ван Бронхорстом. Его самая известная работа — «Суд Соломона» 1622 года, которую он написал по поручению делфтского городского Совета. Эту картину можно увидеть в музее Принсенхоф в Делфте. Копия картины находится на прежнем месте в городской Ратуше. Ван Бронкхорст также написал картину «Пожар Ратуши в Делфте 4 марта 1618 года» (Принсенхоф), к которой Питер Сталь добавил фигуры.

## Галерея

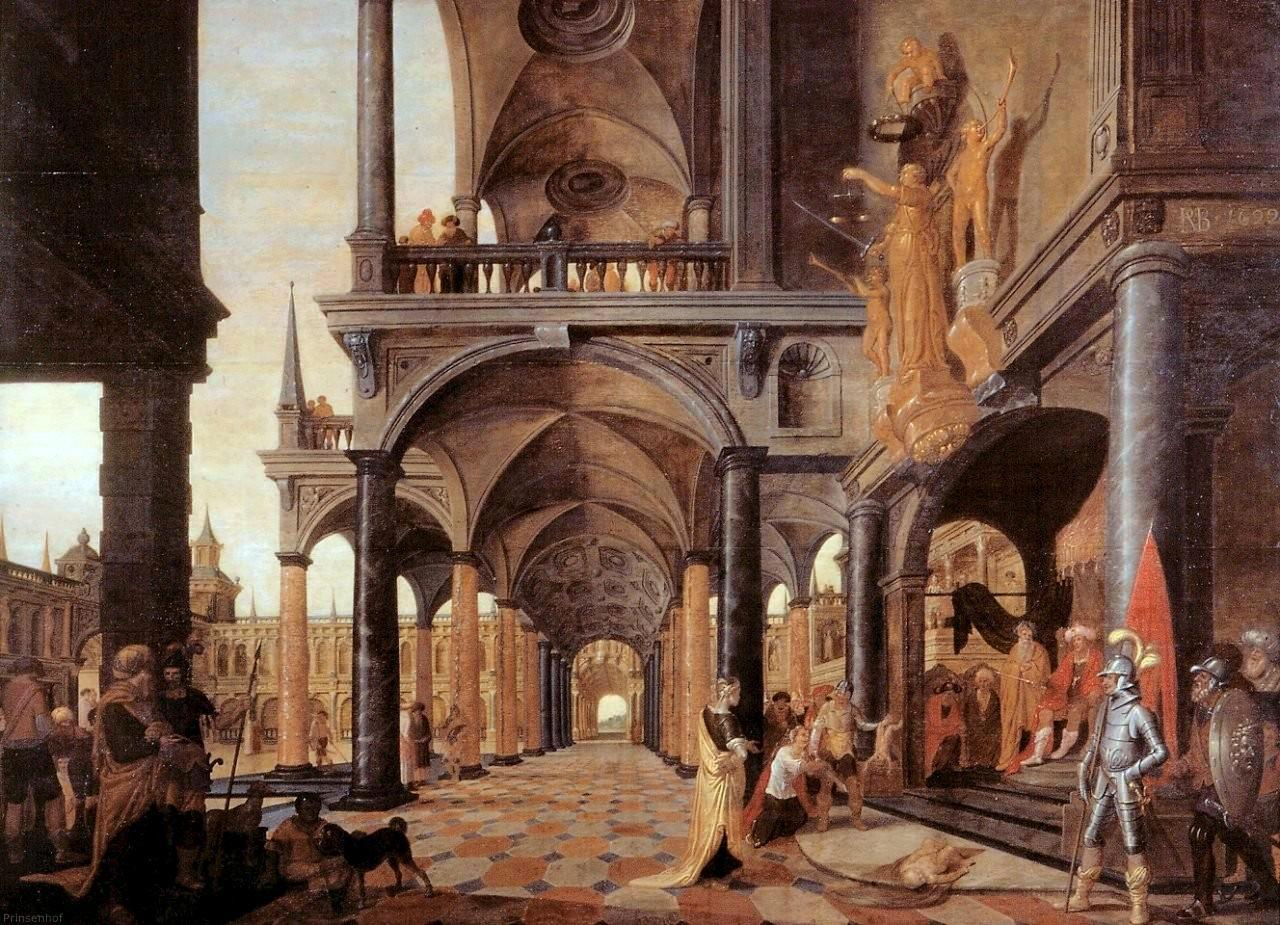
Суд Соломона. 1622. Дерево, масло. Принсенхоф, Делфт
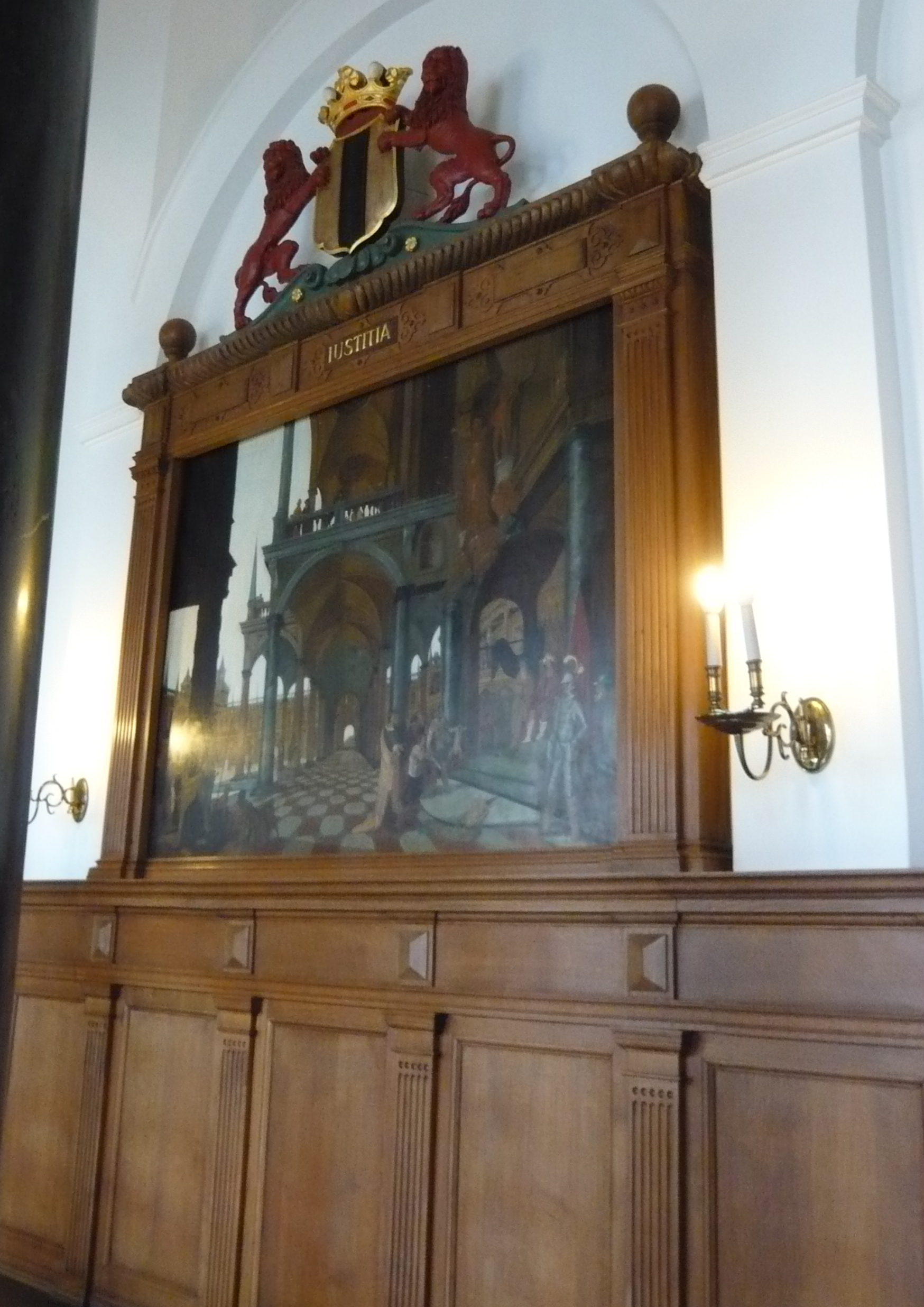
Суд Соломона. Копия. Ратуша, Делфт
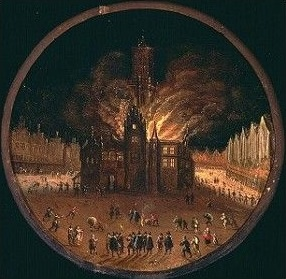
Пожар Ратуши в Делфте 4 марта 1618 года. Ок. 1620. Дерево, масло. Принсенхоф, Делфт
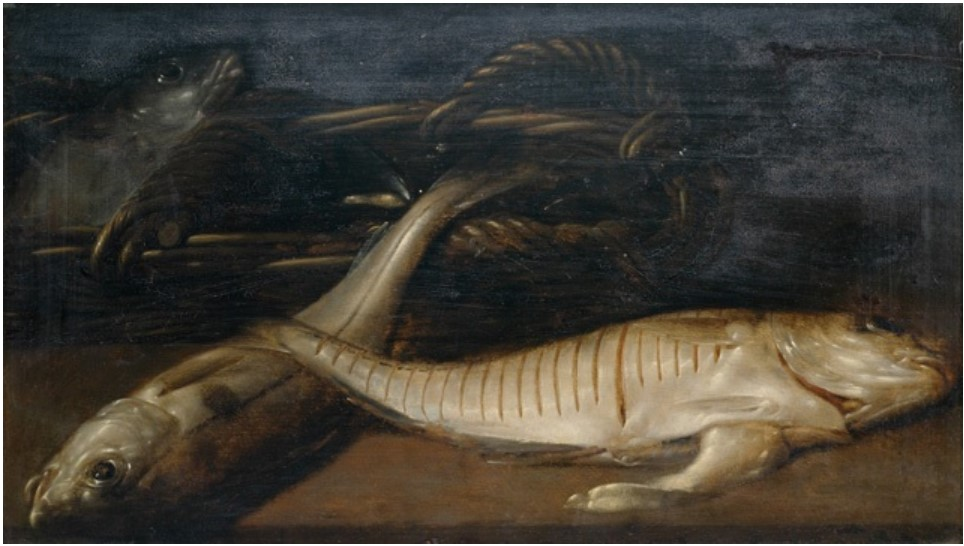
Рыбы и корзина с мидиями на столе. Между 1630 и 1661. Дерево, масло. Частное собрание